# ATCC 1988
ATCC 1988 vanns av Dick Johnson.

## Delsegrare
| Bana             | Vinnare        | Märke | Tvåa           | Märke | Trea            | Märke  |
| ---------------- | -------------- | ----- | -------------- | ----- | --------------- | ------ |
| Calder Park      | Dick Johnson   | Ford  | Tony Longhurst | Ford  | Colin Bond      | Ford   |
| Symmons Plains   | Dick Johnson   | Ford  | John Bowe      | Ford  | Colin Bond      | Ford   |
| Winton           | John Bowe      | Ford  | Colin Bond     | Ford  | Jim Richards    | BMW    |
| Barbagallo       | Dick Johnson   | Ford  | Colin Bond     | Ford  | John Bowe       | Ford   |
| Adelaide Raceway | Dick Johnson   | Ford  | John Bowe      | Ford  | Colin Bond      | Ford   |
| Lakeside         | Tony Longhurst | Ford  | Dick Johnson   | Ford  | Allan Moffat    | Ford   |
| Sandown          | Dick Johnson   | Ford  | John Bowe      | Ford  | Larry Perkins   | Holden |
| Amaroo           | John Bowe      | Ford  | Dick Johnson   | Ford  | George Fury     | Nissan |
| Oran Park        | Dick Johnson   | Ford  | John Bowe      | Ford  | Andrew Miedecke | Ford   |

## Slutställning
| Plats | Förare          | Märke  | Poäng |
| ----- | --------------- | ------ | ----- |
| 1     | Dick Johnson    | Ford   | 150   |
| 2     | John Bowe       | Ford   | 112   |
| 3     | Colin Bond      | Ford   | 76    |
| 4     | Jim Richards    | BMW    | 58    |
| 5     | Tony Longhurst  | Ford   | 47    |
| 6     | Peter Brock     | BMW    | 47    |
| 7     | Larry Perkins   | Holden | 45    |
| 8     | Andrew Miedecke | Ford   | 36    |
| 9     | Allan Moffat    | Ford   | 32    |
| 10    | Andrew Bagnall  | Ford   | 25    |